# Fabrikgut
Fabrikgut (auch Kirchenfabrik, Kirchenärar oder Fabrica ecclesiae) ist das Kirchengebäude, aber auch das zur Bestreitung der Kosten des Gottesdienstes und für die Unterhaltung des Kirchengebäudes oder der Stifts- oder Klostergebäude bestimmte Vermögen einer Kirche, eines Stifts oder eines Klosters.
Zur Zeit des Eigenkirchen- und Eigenklosterwesens stellte die Gesamtheit des Vermögens einer Kirche eine geschlossene Einheit dar, und der Kirchenherr konnte darüber frei verfügen.  Erst mit dem Niedergang des Eigenkirchenwesens im 11. und 12. Jahrhundert wurde die Entstehung eines gesondert verwalteten Kirchenguts möglich.  Die Gemeinde, die für den Unterhalt der Kirche und die Kosten des Gottesdienstes spendete, hatte ein Interesse daran, diesen Teil des Kirchenvermögens dem Zugriff des Pfründeninhabers zu entziehen. Daher wurde das aus verschiedenen Schenkungen, Stiftungen und Opfergaben bestehende Fabrikgut zunehmend gesondert verwaltet und erlangte im Laufe der Zeit eine erhebliche Selbständigkeit. Seit dem Beginn des 13. Jahrhunderts vermehrte sich das Fabrikgut durch Seelgerätstiftungen, Vermächtnisse, Schenkungen, Ablassgelder und Oblationen. Zur Verwaltung wurden seit dieser Zeit zunehmend sogenannte Pfleger bestellt.

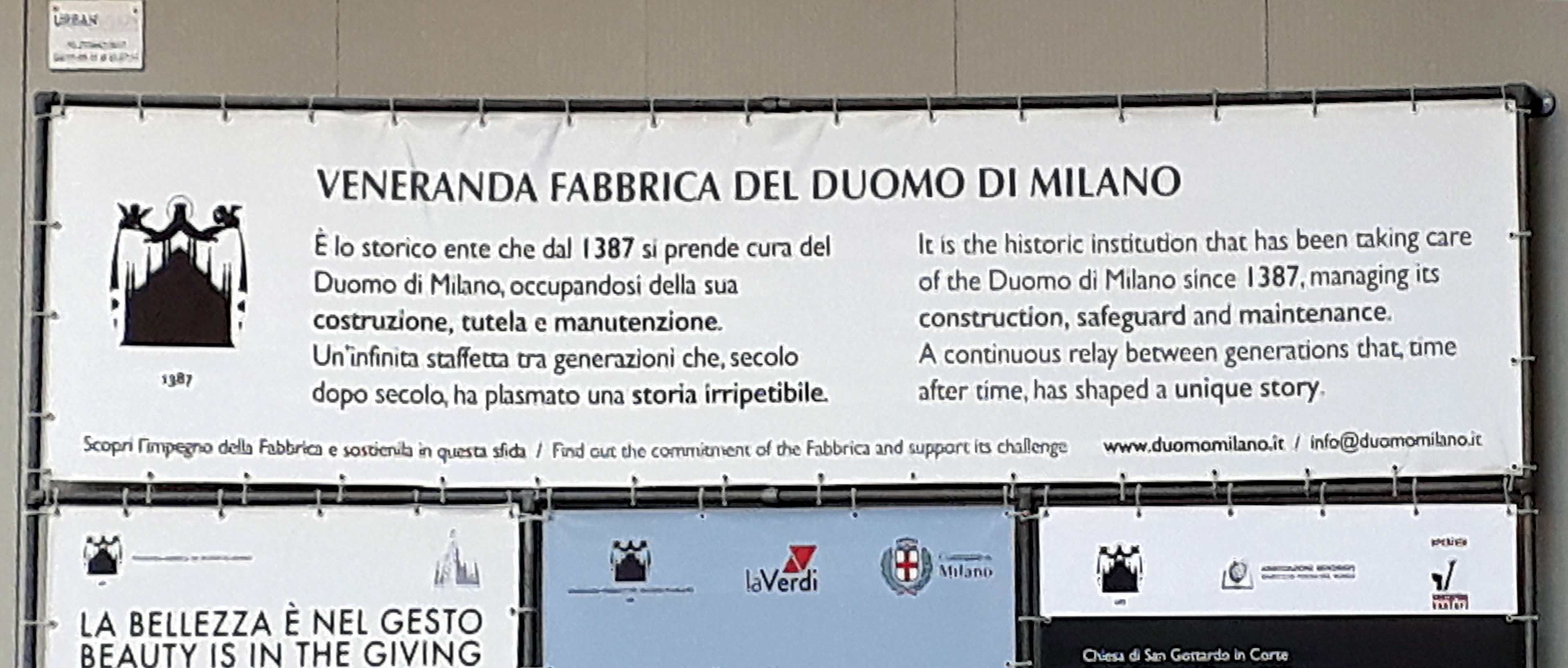
Wirtschaftliche Aktivität der Kirchenfabrik am Mailänder Dom

Zumindest in den Städten geriet das vom Pfarrvermögen weitgehend unabhängige Fabrikgut der Pfarrkirchen schon im Laufe des 14. Jahrhunderts zunehmend in die Verfügungsgewalt des Rates, der zugleich auf andere Bereiche des Kirchenwesens größeren Einfluss erlangte, insbesondere kirchenbauliche Aufgaben weitgehend unter eigene Kontrolle nahm und zu deren Finanzierung vor allem das aus Spenden der Gemeinde bestehende Fabrikgut heranzog.
Bei ländlichen Pfarreien bestand das Pfarrgut nicht zuletzt aus landwirtschaftlichen Flächen, je nach der Gliederung der Feldmark des Sprengels als Pfarrhufe oder Pfarracker bezeichnet.